# Bataille de Santa Cruz de Tenerife
Pour les articles homonymes, voir Bataille de Santa Cruz.
 (décembre 2016).
Si vous disposez d'ouvrages ou d'articles de référence ou si vous connaissez des sites web de qualité traitant du thème abordé ici, merci de compléter l'article en donnant les références utiles à sa vérifiabilité et en les liant à la section « Notes et références ».
Première Coalition
Batailles
La bataille de Santa Cruz de Tenerife oppose, du 22 au 25 juillet 1797 à Santa Cruz de Tenerife, une flotte de Royal Navy britannique commandée par l'amiral Nelson aux troupes espagnoles et aux milices locales du général Gutiérrez. Elle se solde par une victoire espagnole sur la marine britannique.
Nelson avait pour objectif la capture de l'île de Tenerife, et par la suite conquérir les îles Canaries au profit de la couronne anglaise. Il débarqua à la tête de 4 000 soldats britanniques contre la garnison espagnole composée de 1 700 soldats commandés par le général Guttiérez.
Les Britanniques, qui perdirent 349 hommes, furent repoussés et Nelson blessé (il perdit son bras droit à la suite d'un tir de mousquet fracturant son humérus). Les Espagnols perdirent 72 hommes et les Français, alliés aux Espagnols, deux marins de la corvette La Mutine, se trouvant en rade au moment de l'attaque anglaise.
À l'issue de la bataille les Espagnols soignèrent les Anglais blessés, en furent remerciés par eux, lesquels, en outre, s'engagèrent à ne plus jamais tenter de conquérir les Îles Canaries.

## Loisirs en cours
Chaque année, en juillet a lieu Reconstitution de la geste du 25 juillet, où des soldats, portant des reproductions fidèles des uniformes et des armes de l'époque, rappellent la victoire de Santa Cruz de Tenerife sur les troupes britanniques.